# مات برادلي (لاعب كرة قدم أمريكية)
مات برادلي (بالإنجليزية: Matt Bradley)‏ هو لاعب كرة قدم أمريكية أمريكي، ولد في 20 مايو 1960، وتوفي في 2002.

## وصلات خارجية
- مات برادلي على موقع JustSportsStats.com (الإنجليزية)